# Chiesa di San Giuseppe (Bergamo)
La chiesa di San Giuseppe e l'annesso convento delle clarisse, si trovava in contrada Boccaleone nella parte bassa della città di Bergamo. Gli edifici furono soppressi e demoliti nel 1964.

## Storia
La presenza di un monastero delle monache dell'ordine delle clarisse, è documentata in Bergamo già dal XIII secolo nella parte alta della città, chiesa e convento che dovettero essere abbandonati nella metà del Cinquecento per gravi problemi di stabilità e sicurezza. Le monache furono spostate nel nuovo monastero e chiesa di Santa Chiara nell'antico borgo di San Leonardo, nella parte bassa di Bergamo. Ma nel 1797 con la venuta dell'esercito napoleonico fu soppresso il convento e la chiesa fu inserita nell'istituzione di don Carlo Botta e definitivamente abbandonato nel 1803 con la collocazione delle monache nei diversi istituti religiosi cittadini, che portò alla perdita dell'ordine a Bergamo.
La costruzione di un nuovo monastero con annessa chiesa avvenne solo nel 1839 grazie e Maria Poloni Astori, giovane che, vissuta a causa di una grave malattia materna, in casa dello zio sacerdote don Giuseppe Astori, nonché parroco di Boccaleone e della sua cameriera certa Angela Carenini, ricevette in dono dallo zio i locali e 43 pertiche di terreno. La giovane che era insegnante destinò inizialmente i locali a una scuola pubblica e successivamente realizzò nei locali il nuovo monastero e costruì la nuova chiesa.

La giovane non ricevette subito l'autorizzazione alla costruzione, ma dovette attendere ben vent'anni per avere i permessi dal vescovo più volte sollecitato anche con il supporto delle suore clarisse di Lovere e il 17 settembre 1839 ebbero inizio i lavori, per la chiesa e il monastero delle Sorelle Povere di Santa Chiara, diventando la prima badessa. La costruzione fu innalzata entro l'11 novembre del medesimo anno, e grazie agli aiuti di monti devoti tra i quali il conte Giacomo Mellerio di Milano, permisero il riprendere dei lavori in primavera. L'antica struttura viene descritta con: 
(Monasteri vecchio e nuovo delle Clarisse di Boccaleone- 1979)
Il monastero fu donato con atto del notaio Francesco Ginammi di Bergamo il 5 settembre 1847 ma canonicamente iniziato il 7 dicembre del medesimo anno alla presenza del podestà cittadino Guglielmo Lochis, del vescovo Carlo Gritti Morlacchi, e i conti Agliardi quali testimoni. Con l'ingresso delle monache i locali furono definitivamente chiusi ai fedeli con esclusione del medico, il capomastro, il chirurgo, e gli artigiani necessari al mantenimento dei locali e alla coltivazione degli orti. Le tredici suore furono inizialmente guidate dalla badessa Annunziata Bassolini e Giovanna Francesca Salvi, provenienti dall'ordine delle clarisse di Lovere, fino al 9 dicembre 1850 data che vide la Poloni prendere i voti e diventare suor Maria Chiara diventando le nuova badessa, incarico che coprirà fino al 24 novembre 1865 giorno della sua morte.
Il nuovo piano regolatore cittadino del 1964, che prevedeva sul territorio del fabbricato il passaggio della nuova circonvallazione cittadina, obbligò la distruzione del monastero e della chiesa. Parte del territorio fu acquistato a un certo Rodeschini che ne vendette una parte al comune, e le monache acquistarono un appezzamento di terreno sempre nella zona Boccaleone dai fratelli Rota, iniziando la costruzione del nuovo monastero con la chiesa. Rimangono le informazioni degli atti delle visite pastorali nonché le molte foto, della chiesa, e delle monache. Gli arredi furono posti nella nuova chiesa.  

## Descrizione
La demolizione avvenuta nel 1964 non permette più la visione della chiesa, ma la visita pastorale del vescovo Gaetano Camillo Guindani del 1833 conservato presso l'archivio diocesano di Bergamo, ne dà una dettagliata descrizione. La chiesa viene indicata consacrata nel 1844 e a pianta rettangolare a una unica navata senza finestre. La zona presbiteriale molto piccola, ospita due aperture laterali, una sul lato cornu evangeli che conduce a un piccolo vano adibito a confessionale delle converse, e una sul lato cornu epistola che conduceva alla sagrestia. L'altare maggiore, unico presente, ospitava due tabernacoli, di cui uno ligneo e un secondo che veniva usato durante le funzioni della settimana santa. La chiesa conservava anche dipinti a olio e statue raffiguranti i santi Giuseppe e Chiara d'Assisi. L'altare conservava la pala opera di Isabella Pagnoncelli Madonna Immacolata con i santi Francesco, Chiara e Giuseppe datata 1845.